# ساشا يوفانوفيتش (لاعب كرة قدم مواليد 1974)
ساشا يوفانوفيتش هو لاعب كرة قدم ومدرب كرة قدم صربي في مركز الهجوم، ولد في 18 يونيو 1974 في ليسكوفاتس في صربيا. لعب مع أنورثوسيس فاماغوستا وأيل ليماسول ورادنيتشكي نيش ونادي أبويل ونادي بانيونيوس.

## وصلات خارجية
- ساشا يوفانوفيتش (لاعب كرة قدم مواليد 1974) على موقع قاعدة بيانات كرة القدم.إي يو (الإنجليزية)